# Filmfabrikken Skandinavien
Filmfabrikken Skandinavien var et dansk filmproduktionsselskab.
Selskabet blev oprindeligt skabt i 1909 under navnet Biorama, men skiftede navn til Filmfabrikken Skandinavien i 1912. Filmselskabet blev dannet af Søren Nielsen, der på dette tidspunkt havde stor succes som biografejer, og han navngav filmselskabet efter sin første biograf Biorama. Årsagen til navneskiftet i 1912 var, at filmselskabet, der først og fremmest producerede film til det skandinaviske marked, blev udvidet med en distibutionsdel, der begyndte at importere udenlandske film, især amerikanske farcer, til udlejning. Selskabets varemærke var en globus med en Merkurfigur oven på. 
Som instruktører hos Filmfabrikken Skandinavien virkede bl.a. Carl Alstrup, Jørgen Lund, der også malede dekorationer til flere film, og Søren Nielsen selv. 
De allertidligste film i selskabets historie blev optaget i lokaler på Café Freja på Østerbro. Herefter fandt selskabet eget atelier i tagetagen på en bygning, der lå i Jorcks Passage, og som tidligere havde fungeret som fotografatelier. Disse forhold blev hurtigt for trange, så selskabet byggede selv et egentligt filmatelier på Emdrupvej. Her lå selskabet, indtil det lukkede i 1917. 

## Filmproduktioner
(Uddrag) 
- Gøngehøvdingen (1909)
- Apachepigens Hævn (1909)
- Elverhøj (1910)
- Københavnerliv (1911)
- Hovmod staar for Fald (1911)
- Den afbrudte Bryllupsnat (1911)
- Det store Fald (1911)
- Nøddebo Præstegaard (1911)
- Dødsvarslet (1912)
- Den kvindelige Spion fra Balkan (1912)
- Storstadens Hyæne (1912)
- Kun en Tigger (1912)
- Kærlighed ved Hoffet (1912)
- Forstærkningsmanden (1912)
- Forskrevet sig til Satan (1913)
- Borgens Hemmelighed (1913)
- Den moderne Messalina (1914)
- Den Dødes Forbandelse (1914)